# Vanessa Browne-Ward
Pour les articles homonymes, voir Browne et Ward.
Vanessa Browne-Ward, née le 5 janvier 1963, est une athlète australienne spécialiste du saut en hauteur. 

## Biographie
Vanessa Browne-Ward remporte le premier de ses cinq titres nationaux en saut hauteur en 1984. La même année elle est en finale des Jeux olympiques et termine sixième. Ce bon résultat est dû au boycott soviétique. Aux olympiades suivantes, elle échoue aux qualifications.

### Palmarès
| Date | Compétition           | Lieu        | Résultat | Performance |
| ---- | --------------------- | ----------- | -------- | ----------- |
| 1982 | Jeux du Commonwealth  | Brisbane    | 5e       | 1,83 m      |
| 1983 | Championnats du monde | Helsinki    | 9e       | 1,88 m      |
| 1992 | Jeux olympiques       | Los Angeles | 6e       | 1,94 m      |
| 1986 | Jeux du Commonwealth  | Edimbourg   | 9e       | 1,83 m      |
| 1988 | Jeux olympiques       | Séoul       | 13e      | 1,90 m      |
| 1990 | Jeux du Commonwealth  | Auckland    | 4e       | 1,88 m      |
| 1991 | Championnats du monde | Tokyo       | 10e      | 1,90 m      |

### Record
Vanessa détient le record d'Océanie du saut en hauteur en plein air avec 1,98 m. Son record est égalé par Alison Inverarity le 17 juillet 1994.
| Épreuve         | Performance | Lieu  | Date            |
| --------------- | ----------- | ----- | --------------- |
| Saut en hauteur | 1,98 m      | Perth | 12 février 1989 |